# Toxorhamphus novaeguineae
El picudo ventrigualdo (Toxorhamphus novaeguineae) es una especie de ave paseriformes de la familia Melanocharitidae endémicas de Nueva Guinea y las islas cercanas.

## Distribución y hábitat
Se encuentra en las selvas húmedas tropicales de Nueva Guinea, las islas Aru y Raja Ampat.